# Краснобрюхая жерлянка
Краснобрюхая жерлянка (лат. Bombina bombina) — вид бесхвостых земноводных из семейства жерлянок, распространённый в лесной зоне Центральной и Восточной Европы. Тело небольших размеров, сверху тёмное, покрыто округлыми бугорками, снизу с крупными яркими красно-оранжевыми пятнами, которые может демонстрировать для устрашения хищников. Большую часть жизни проводит в воде, занимая неглубокие стоячие или медленнотекущие водоёмы с обильной растительностью. Питается различными беспозвоночными животными.

## Описание

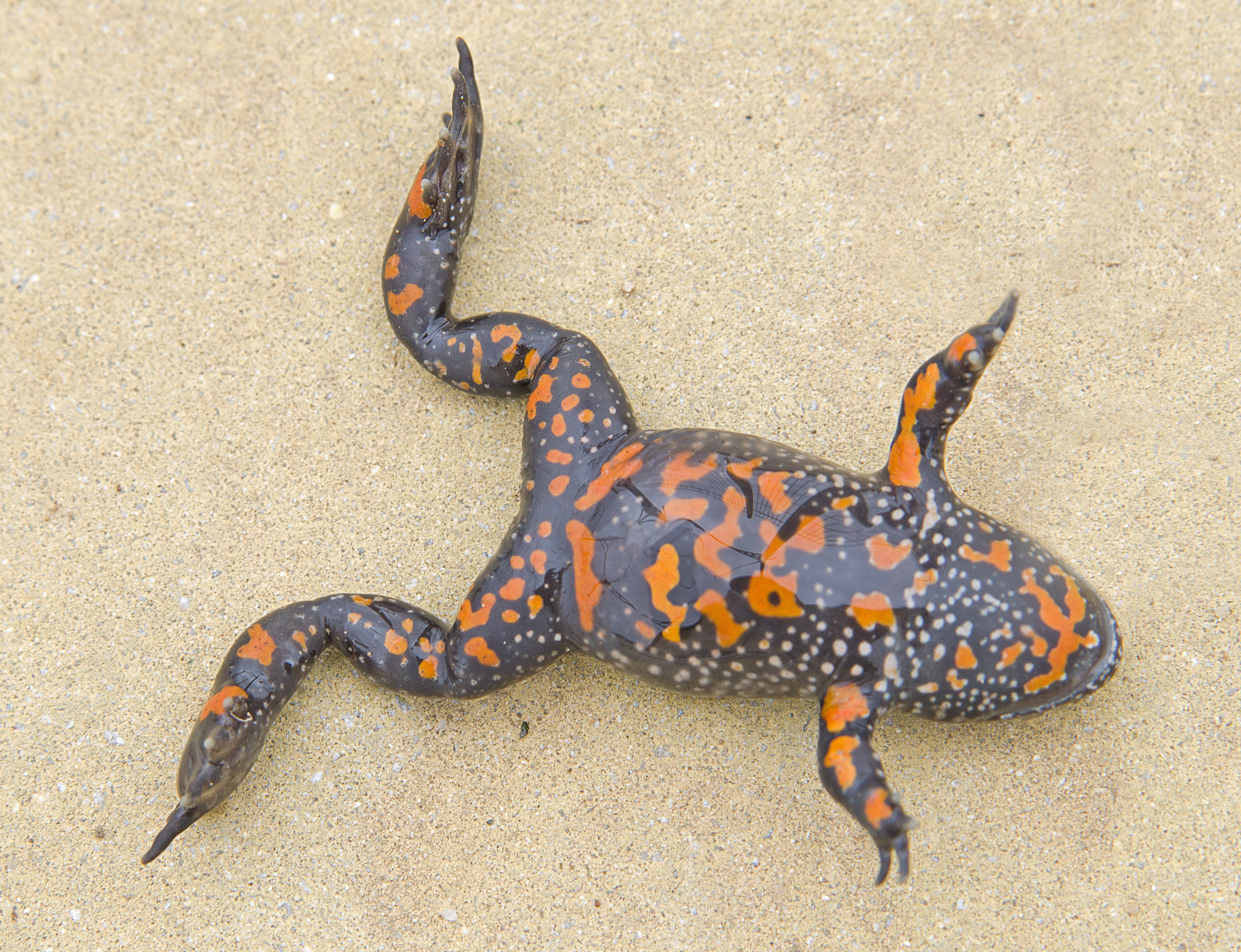
Брюшная сторона тела

Мелкий вид. Имеет длину тела от 2,5 до 6 см. Спина покрыта бугорками округлой формы, в отличие от желтобрюхой жерлянки не покрытых острыми шипиками. Окраска сверху тёмная, от сероватой до почти чёрной. Брюхо оранжевого или красного цвета, с рисунком из крупных синевато-чёрных пятен и множеством белых точек. Конечности снизу с мелкими яркими несливающимися пятнами. Половой диморфизм проявляется в наличии у самцов парных резонаторов и, в период размножения, тёмных брачных мозолей на первом и втором пальцах передних конечностей, несколько более широкой голове, чем у самок.
Кариотип представлен диплоидным набором из 24 хромосом с фундаментальным числом равным 48. Размер генома 21,74—22,95 пг.

## Ареал и места обитания
Обитает в Центральной и Восточной Европе до Урала на востоке и до Кавказа на юге. Северная граница области распространения проходит по Дании, северо-восточной Германии, Польше, Калининградской области, Литве, Латвии, Беларуси, и России от Смоленской области до Башкортостана и Челябинской области. Южная граница ареала проходит по западу Казахстана, Оренбургской, Саратовской и Волгоградской областям, Предкавказью, побережью Чёрного моря, крайнем северо-западе Малой Азии и восточной части Балкан. Крайние северо-западные популяции имеются в Швеции и Дании, где являются результатом интродукции. В целом является равнинным видом. Максимальной высоты (830 м над уровнем моря) достигает в Ставропольском крае. Интродуцирована во Францию.
Распространена преимущественно в лесной зоне, в степной и лесостепной зонах обитает в местах с зарослями кустарников, островными лесами и плавнями. На открытых ландшафтах расселяется по ирригационным каналам. На севере ареала обитает в темнохвойных лесах с примесью широколиственных деревьев и в хвойно-широколиственных лесах, куда проникает по сельскохозяйственным угодьям и долинам рек. На крайнем юго-востоке ареала занимает пресные постоянные водоёмы речных долин.
Заселяет мелкие (глубиной менее 50—70 см), преимущественно стоячие водоёмы: пруды, озёра, болота, торфяники, канавы и затопленные карьеры. Предпочитает водоёмы с обильной травянистой растительностью, илистым или глинистым, реже гравийным, торфяным или песчаным дном. Иногда занимает родники, ирригационные каналы, реки и заводи ручьёв. В Карпатах населяет более чистые воды, чем желтобрюхая жерлянка, но на юге ареала, в Краснодарском крае и на юго-востоке Украины, часто присутствует в отстойниках, рисовых чеках и загрязнённых прудах. Отдельные особи могут встречаться до 100 м от ближайшего водоёма. Избегает водоёмы с песчаными берегами и участки с быстрым течением.

## Образ жизни
Активны при температуре от 10 до 30 °C, обычно при 18—20 °C. Зимовка длится с конца сентября — октября по конец марта — май и проходит на дне водоёмов в иле или на суше в норах грызунов, ямах, подвалах и пустота в земле.
Практически всю жизнь проводят в воде, обычно уходя от неё не более чем на 32 м, но могут переходить из одного водоёма в другой на расстояние до 700 м.
Рацион головастиков состоит преимущественно из водорослей из родов Scenedesmus, Oocystis, Gomphonema, Achnanthes, Pediastrum, Merismopedia, Pandorina и Bulbochaete) и высших растений, но включает также простейших и микроскопических животных (коловраток, рачков). Взрослые жерлянки поедают водных и сухопутных беспозвоночных: насекомых и их личинок (коллембол, стрекоз, чешуекрылых, клопов, жуков, муравьёв и других перепончатокрылых, двукрылых), пауков, клещей, многоножек, равноногих ракообразных, бокоплавов, малощетинковых червей, брюхоногих моллюсков, головастиков настоящих лягушек.
Изредка встречается каннибализм.

## Размножение и развитие

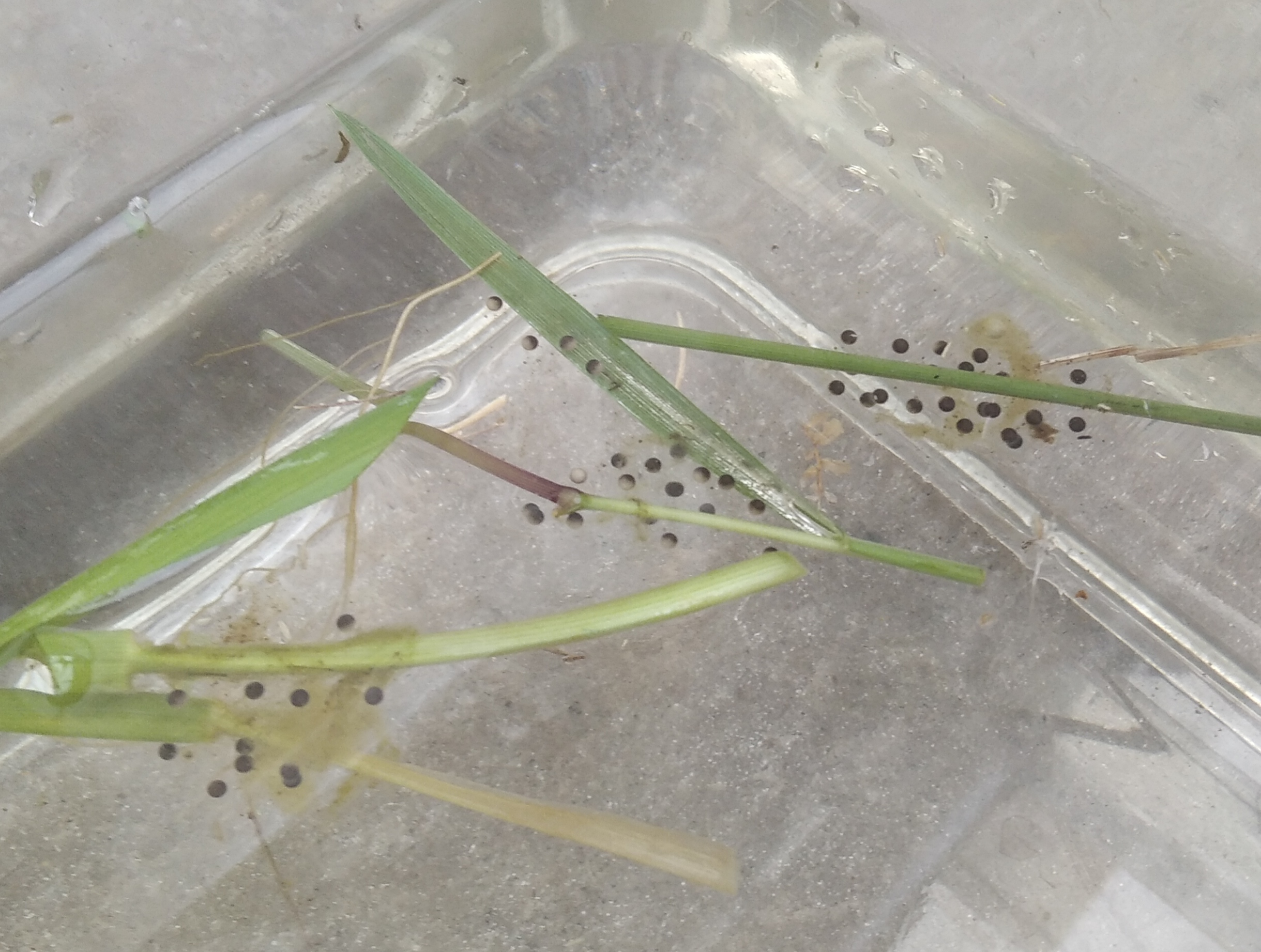
Икра

Голоса самцов напоминают скорее стоны, чем кваканье: ууу-ууу-ууу. Производят они этот звук, в отличие от других амфибий, на вдохе.
Размножаются обычно с апреля—мая до июня—июля. Тем не менее, сроки размножения растянуты и очень изменчивы, и даже в пределах одного водоёма могут наблюдаться как кладки яиц, так и выход сеголетков. Возможно делает несколько кладок за сезон.
Амплексус паховой. Кладки делаются в мелких хорошо прогреваемых частях водоёмов, преимущественно в ночное время. Икру жерлянки откладывают на стебли и погружённые травы порциями по 4—104 яиц. Всего в кладке 250—779 яиц диаметром 7—8 мм вместе с оболочками и около 2 мм без оболочек. Эмбриональное развитие занимает 4—7 дней, после которых из икринок выходят головастики с общей длиной 4—5 мм. Зубная формула 2/1+1:2. Полностью развитые головастики большую часть времени проводят в толще воды, а до этого висят на растениях. Спустя 60—90 дней, со второй половины июня по конец сентября (чаще в июле—августе), достигшие длины 19—50 мм головастики проходят метаморфоз. Сразу после него сеголетки достигают длины тела 1—2,5 см и держаться в воде или около неё. Половозрелость наступает на 2—4-м году жизни, при длине тела у самцов около 26 мм, а у самок — около 30. В природе могут жить до 12 лет, а в неволе — до 29 лет.

## Враги и паразиты
Икру поедают гребенчатые тритоны, головастиков — европейская болотная черепаха, а взрослых — щуки, зелёные лягушки, змеи (обыкновенный и водяной ужи, обыкновенная гадюка), млекопитающие (обыкновенный ёж, выхухоль, лесной и степной хорьки, выдра, барсук, енотовидная собака) и птицы (кряква, малый подорлик, обыкновенный и ястребиный канюки, чёрная болотная крачка, серая, рыжая и малая белая цапли, малая выпь, обыкновенная кваква, белый аист, сибирский жулан, грач и ворон).

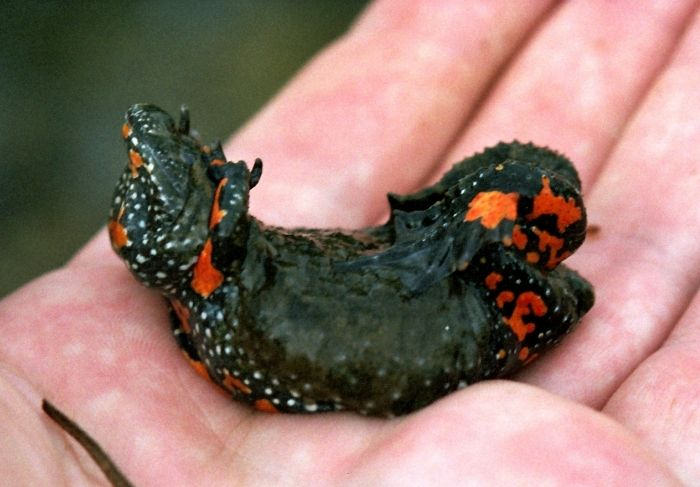
Защитная реакция

При виде хищника в воде уходит под воду и зарывается в ил, а на суше выгибает тело вниз, поднимает голову и выгибает конечности, демонстрируют ему яркие красные или жёлтые пятна на теле, реже переворачивается вверх брюхом и закрывает глаза лапами. Жерлянки не опасны для человека, хотя в их коже содержатся бактерицидные пептиды. При попадании в глаза слизь краснобрюхих жерлянок вызывает жжение.
Среди паразитов известны трематоды (Gorgodera cygnoides, Gorgoderina vitelliloba, Halipegus ovocaudatus, H. kessleri, Pneumonoeces asper, P. variegatus, Pleurogenes claviger, Prosotocus confusus, Diplodiscus subclavatus, Astiotrema monticelli, Opisthioglyphe ranae, Paralepoderma cloacicola, Strigea strigis, S. falconis, S. sphaerula, Tylodelphys excavata), скребни (Acanthocephalus ranae, Centrorhynchus aluconis) и нематоды (Rhabdias bufonis, Aplectana acuminata, Cosmocerca ornata, Neoxysomatium brevicaudatum, Neoraillietnema praeputiale, Thelandros tba, Hedruris androphora).

## Охрана
Международный союз охраны природы отнёс вид к категории «вызывающих наименьшие опасения». На большей части ареала является обычным видом. К снижению численности популяций жерлянки ведёт разрушение водоёмов (в 7—13 раз снижает популяцию), загрязнение воды и пересыхание водоёмов, интродукция рыб в заселённые жерлянкой водоёмы, отлов взрослых особей любителями-террариумистами.
Занесён в Красные книги Латвии и Литвы, а также Брянской, Кировской, Костромской, Московской, Свердловской, Смоленской, Рязанской, Тверской и Ярославской областей России, Пермского края, города Москвы и Удмуртской республики.